# 竹越久高
竹越 久高（たけこし ひさたか、1946年（昭和21年）5月31日 - ）は、日本の政治家、元山梨県山梨市長（1期）。元山梨県議会議員（5期）。

## 来歴
山梨県出身。1969年、東京大学経済学部卒。卒業後は山梨県庁に入り、山梨県職員自治労連山梨特別執行委員となり、1991年、山梨県議会議員に当選する。山梨県議を3期務めた後、2002年の山梨市長選挙に立候補したが、元山梨県議の中村照人に敗れた。翌2003年、山梨県議に復帰。2007年に再選。通算5期務めた後、2010年、山梨市長中村照人の死去による市長選挙に立候補し当選する。この間、社会党、社会民主党、民主党と所属を変えた。市長を1期務め、2011年の市長選挙では再選を目指したが、元山梨県議の望月清賢に敗れた。